# Federación Española de Esperanto
La Federación Española de Esperanto (en esperanto: Hispana Esperanto-Federacio, HEF) es una asociación independiente y sin ánimo de lucro, cuyo objetivo es la promoción en España de la lengua internacional esperanto.

## Historia
Fue fundada el 10 de enero de 1948, después de la recepción del preceptivo permiso del gobierno, tras el paréntesis creado por la guerra civil, y la suspensión de actividades oficiales relacionadas con el esperanto que supuso la desaparición de la antigua Asociación Española de Esperanto.
HEF agrupa tanto esperantistas individuales como grupos locales o regionales. A su vez, es un miembro colectivo de la Asociación Universal de Esperanto (Universala Esperanto-Asocio), cuya sede se encuentra en Róterdam (Países Bajos). HEF dispone de una sección juvenil, llamada Hispana Esperantista Junulara Societo (HEJS).
La Federación proporciona información sobre la lengua esperanto, publica material informativo, edita libros y realiza otras actividades culturales. Trimestralmente publica la revista Boletín.
También difunde la cultura española en medios esperantistas internacionales. La asociación se apoya en la Fundación Esperanto, para objetivos financieros e informativos.
HEF organiza todos los años un Congreso Español de Esperanto, donde se realizan actividades culturales y de ocio, y se practica la lengua. También se publica un Boletín, completamente en esperanto, de información para los socios. Otros servicios son la coordinación de cursos a distancia y la distribución de libros en esperanto o para aprender el idioma.